# Adrian Mierzejewski
Adrian Mierzejewski (* 6. listopadu 1986, Olsztyn, Polsko) je polský fotbalový záložník a bývalý reprezentant, od roku 2018 hráč klubu Changchun Yatai.
Mimo Polsko okusil klubová angažmá v Turecku, Saúdské Arábii a Spojených arabských emirátech.

## Reprezentační kariéra
Mierzejewski hrál za polské mládežnické reprezentační výběry U20 a U21.
V polském národním A-mužstvu debutoval 29. 5. 2010 v přátelském utkání ve městě Kielce proti týmu Finska (remíza 0:0).
Trenér polské reprezentace Franciszek Smuda jej zařadil do nominace na domácí EURO 2012 (konané v Polsku a na Ukrajině). Na turnaji zasáhl do dvou zápasů – proti Rusku (1:1) a poté proti České republice (porážka 0:1), Polsko skončilo na posledním místě základní skupiny A.